# Sd.Kfz. 251

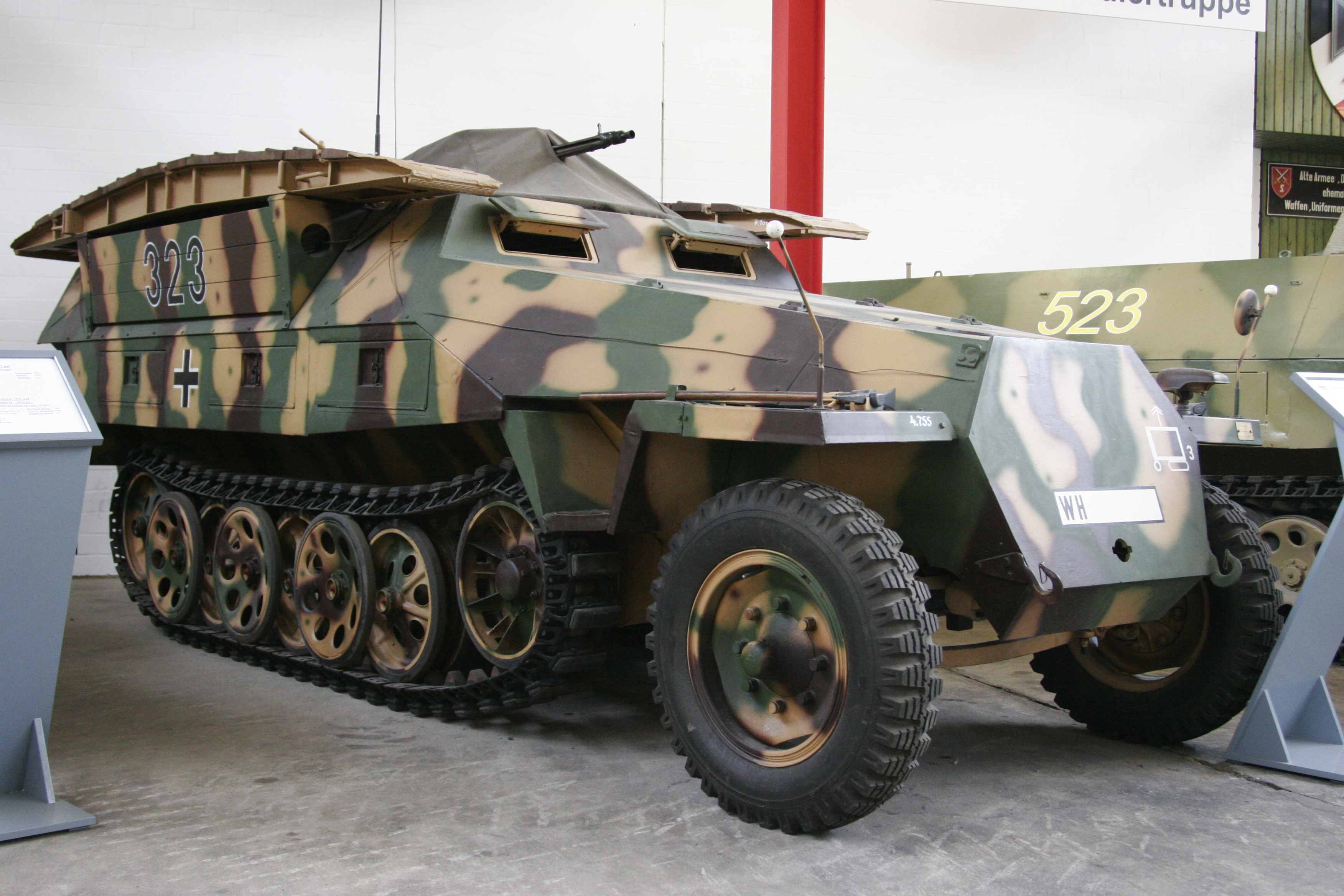
Sd.Kfz. 251/7 "Pionierpanzerwagen"

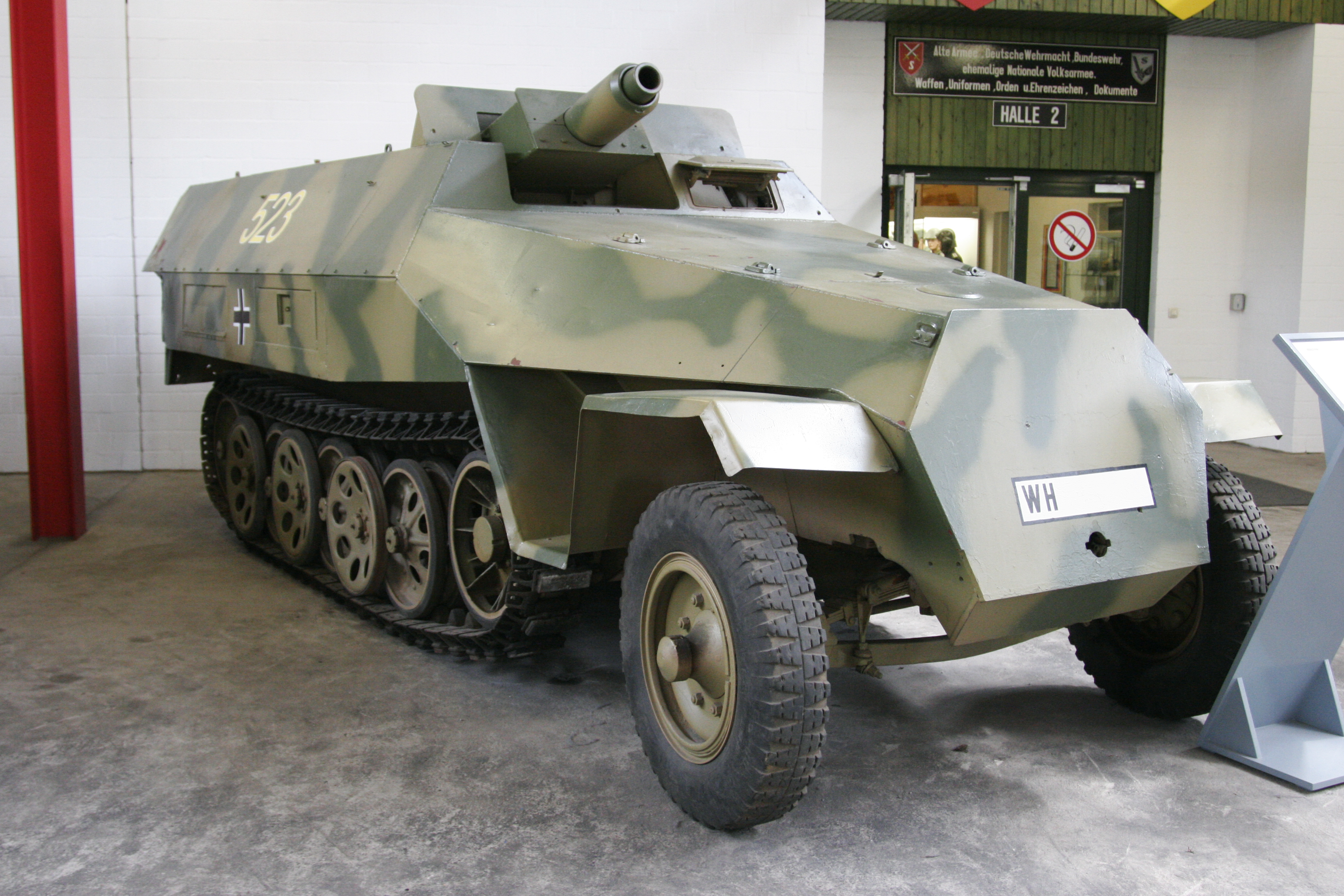
Sd.Kfz. 251/9 "Stummel"

De Sd.Kfz. 251 (Duits: Sonderkraftfahrzeug 251) was een Duits halfrupsvoertuig uit de Tweede Wereldoorlog, dat ontwikkeld werd uit de Sd.Kfz. 11. Het voertuig was ontwikkeld onder supervisie van Heinz Guderian, een pionier in Duitsland op het gebied van gemechaniseerde en gepantserde oorlogvoering. Hij had uit de Spaanse Burgeroorlog geleerd, dat soldaten in bossen en stedelijke gebieden kwetsbaar waren in hun tanks.
Doel van het voertuig was om een groep van maximaal 10 infanteristen naar het slagveld te brengen, terwijl ze beschermd waren tegen vijandelijk vuur. Het voertuig heeft geen dak, waardoor de bemanning kwetsbaar was voor vijandelijk krombaangeschut als mortieren. De testmodellen en de eerste exemplaren werden toegewezen aan de 1e Pantserdivisie, die ze gebruikte tijdens de Poolse Veldtocht in 1939.
Het voertuig is eigenlijk een "driekwart-track", in tegenstelling tot de Amerikaanse half-track heeft de Sd.Kfz. 251 geen voorwielaandrijving. Door de lengte van de rupsband waren de offroad prestaties beter dan die van zijn Amerikaanse tegenhanger. Er waren vier modellen (A-D) en vele varianten, zowel officiële als onofficiële. Het standaardmodel was uitgerust met een 7,92 mm MG 34 of MG 42-machinegeweer, gemonteerd aan de voorkant op het open dak. Het voertuig was ook uitgerust met poorten om MP 40's te kunnen afvuren.
Sommige varianten werden voor een bepaald doel gebouwd, zoals raketwerpers, voor luchtafweer en verkenningsvoertuigen om doelen van Panthertanks aan te duiden.
Na de oorlog werd de Sd.Kfz. 251 in Tsjecho-Slowakije nog tot begin jaren 60 geproduceerd en verder ontwikkeld. Onder de aanduiding OT-810 bleef het type hier tot in de jaren 70 in dienst.

## Varianten
Er waren 23 officiële varianten, aangeduid door een volgnummer.
- Sd.Kfz. 251/1 - Standaardvoertuig.
- Sd.Kfz. 251/1 - Raketwerper, de Wurfrahmen 40 uitgerust met een lanceerinstallatie voor 280 mm of 320 mm Wurfkörper-raketten.
- Sd.Kfz. 251/1 - Falke Uitgerust met infrarooddetectiemateriaal, gebruikt in combinatie met de Sd.Kfz. 251/20 Uhu.
- Sd.Kfz. 251/2 – 80 mm mortiertransportvoertuig.
- Sd.Kfz. 251/3 - Communicatievoertuig, uitgerust met radioapparatuur.
  - 251/3 I: FuG 8- en FuG 5-radio
  - 251/3 II: FuG 8- en FuG 5-radio
  - 251/3 III: FuG 7- en FuG 1-radio
  - 251/3 IV: FuG 11- en FuG 12-radio (met 9 m lange telescopische mast)
  - 251/3 V: FuG 11- radio
- Sd.Kfz. 251/4 - Artillerietractor, voor de 50 mm PaK 38, 75 mm PaK 40 en de 105 mm veldhouwitser.
- Sd.Kfz. 251/5 - Genievoertuig met opblaasbare boten en draagbare bruggen.
- Sd.Kfz. 251/6 - Commandovoertuig, de Kommandopanzerwagen, uitgerust met kaarten, codeermachines e.d.
- Sd.Kfz. 251/7 - Pionierpanzerwagen, genievoertuig met uitrusting om bruggen te leggen.
- Sd.Kfz. 251/8 - Ambulance.
- Sd.Kfz. 251/9 - Uitgerust met een 75 mm L/24-kanon.
- Sd.Kfz. 251/10 - Uitgerust met een 37 mm PaK 36-antitankkanon.
- Sd.Kfz. 251/11 - Telefoonkabellegger.
- Sd.Kfz. 251/12, 13, 14, 15 - Gespecialiseerd artillerievoertuig.
- Sd.Kfz. 251/16 - Flammpanzerwagen, uitgerust met een vlammenwerper, die vast gemonteerd was en met een vlammenwerper die van het toestel kon gehaald worden, maar er nog steeds mee verbonden bleef.
- Sd.Kfz. 251/17 - Luchtafweer, uitgerust met een 20 mm FLAK 30 of 38.
- Sd.Kfz. 251/18 - Artilleriewaarnemingsvoertuig.
- Sd.Kfz. 251/19 - Mobiele telefooncentrale.
- Sd.Kfz. 251/20 - Uhu infrarood zoeklicht voor nachtgevechten, in samenwerking met Panther tanks met IR-kijkers en Panzergrenadiers met "Vampir" nachtzichtapparatuur.
- Sd.Kfz. 251/21 - Flakpanzerwagen, uitgerust met 3 15 mm Drilling-MG 151-machinegeweren.
- Sd.Kfz. 251/22 - Uitgerust met een 75 mm PaK 40 kanon.
- Sd.Kfz. 251 Calliope - Door de Amerikanen veroverde Sd.Kfz. 251 voertuigen die voorzien werden met een T34-systeem.